# Veilcheneis

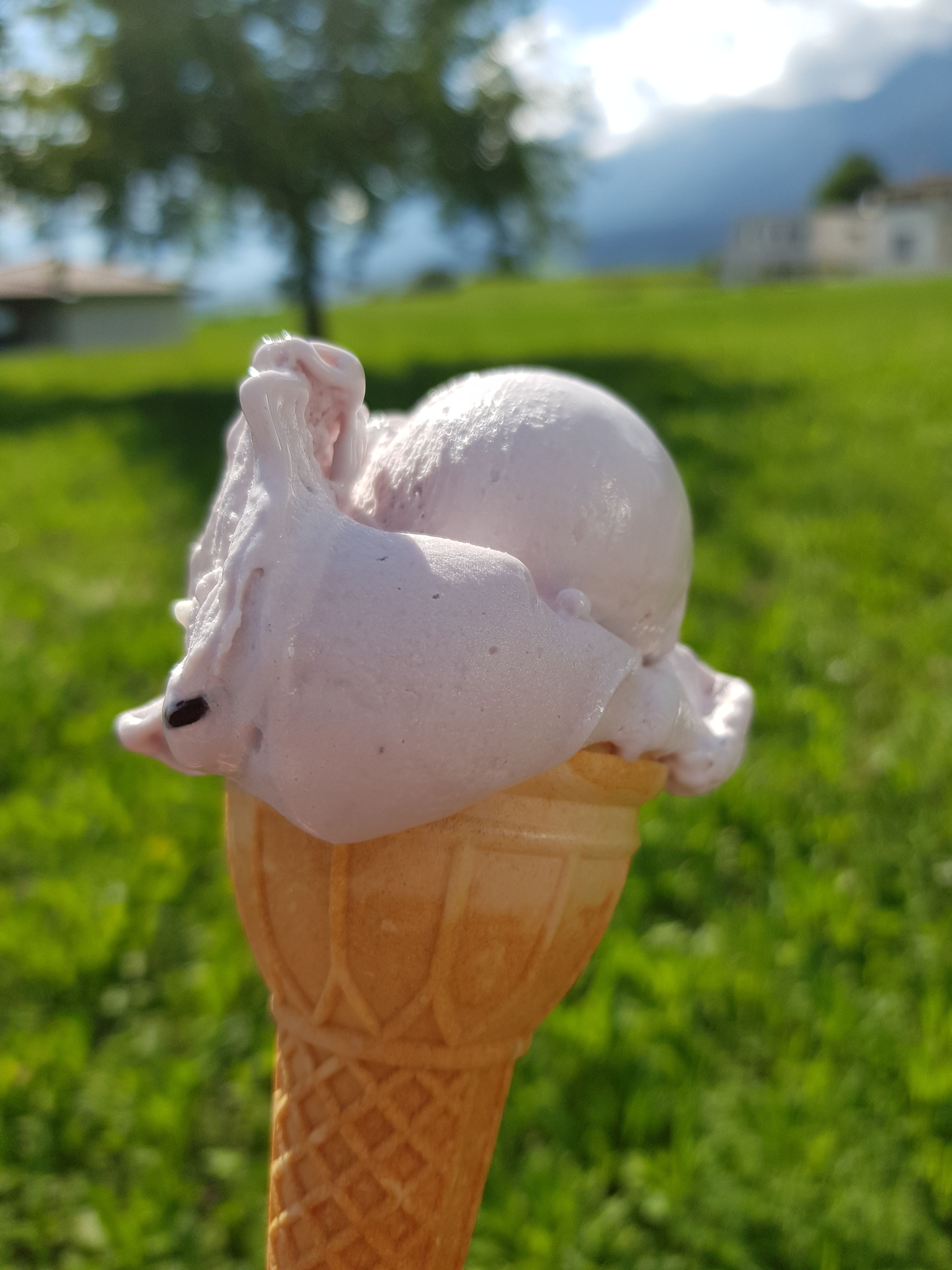
Veilcheneis im Stanitzel

Veilcheneis ist eine österreichische Eisspezialität, die durch die Vorliebe von Kaiserin Elisabeth Berühmtheit erlangte und auch heute noch in traditionellen Cafés wie Demel in Wien angeboten wird.

## Geschichte
Der Hofzuckerbäcker der Kaiserin Gustav Seitz musste die Monarchin auf längeren Reisen begleiten. Da das Rezept nach Demel äußerst schwierig zu handhaben ist, entwarf der Koch und Konditor Friz Häring aus Tutzing am Starnberger See ein einfacheres Rezept. Anregung dazu erhielt er von der Journalistin und Reiseschriftstellerin Heidi Weidner-Weiden.
Beim Veilcheneis der Kaiserin Elisabeth handelt es sich um ein Sorbet, da es keine Milch enthält. Zu Lebzeiten Sisis war der Name „Gefrorenes“ gebräuchlich. Zur Herstellung benötigte man damals Natureis, das in Eiskellern oder Eisschränken vom Winter aufbewahrt wurde; daraus wurde eine Eis-Salz-Kältemischung hergestellt, mit der man die Schüsseln bei der Speiseeisbereitung kühlte (die industrielle Kunsteisherstellung aus Trinkwasser begann um 1876, Kühlschränke kamen erst um 1920 in die Haushalte).
Im Schloss Gödöllő kann man heute noch die Sisi-Gemächer besichtigen. Die Tapeten sind in kräftigem Violett gehalten, inspiriert von Sisis Lieblingsblume, dem Veilchen. Das Veilcheneis wurde in Ungarn vom Café Gerbeaud bezogen.
Sisi pflegte mit Sport und Diäten ihre schlanke Gestalt zu erhalten. Das Veilcheneis war fixer Bestandteil ihrer Diäten, wie die Historikerin Brigitte Hamann bestätigte. Kaiser Franz Joseph bat seine Frau in Briefen vergebens, ihre Diäten aufzugeben, zu denen auch die Diät bestehend aus täglich nur zwei Orangen und Veilcheneis gehörte, wie Sigrid-Maria Größing beschreibt.
Dazu sollte man wissen, dass die Veilchenduftstoffe, die Jonone, vom Körper nicht verdaut werden, also unverdaut wieder ausgeschieden werden. Deshalb waren Erzeugnisse mit Veilchenwurz, kandiertes Veilchenkonfekt oder Veilcheneis in der feineren Gesellschaft beliebt, halfen sie doch, am Klosett besseren schicklichen Duft zu erleben.

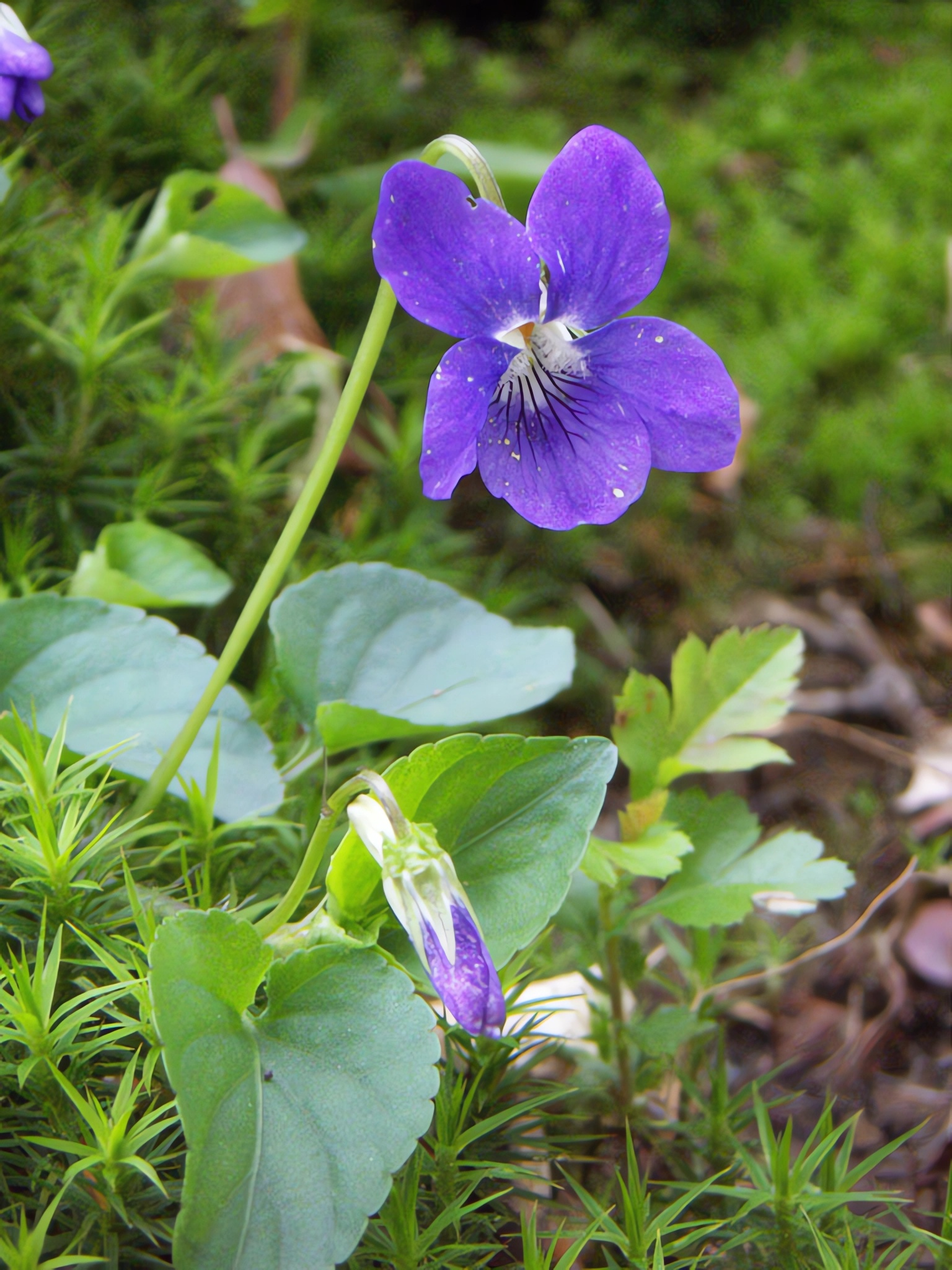
Wildes Veilchen, die Hauptzutat für das Veilcheneis
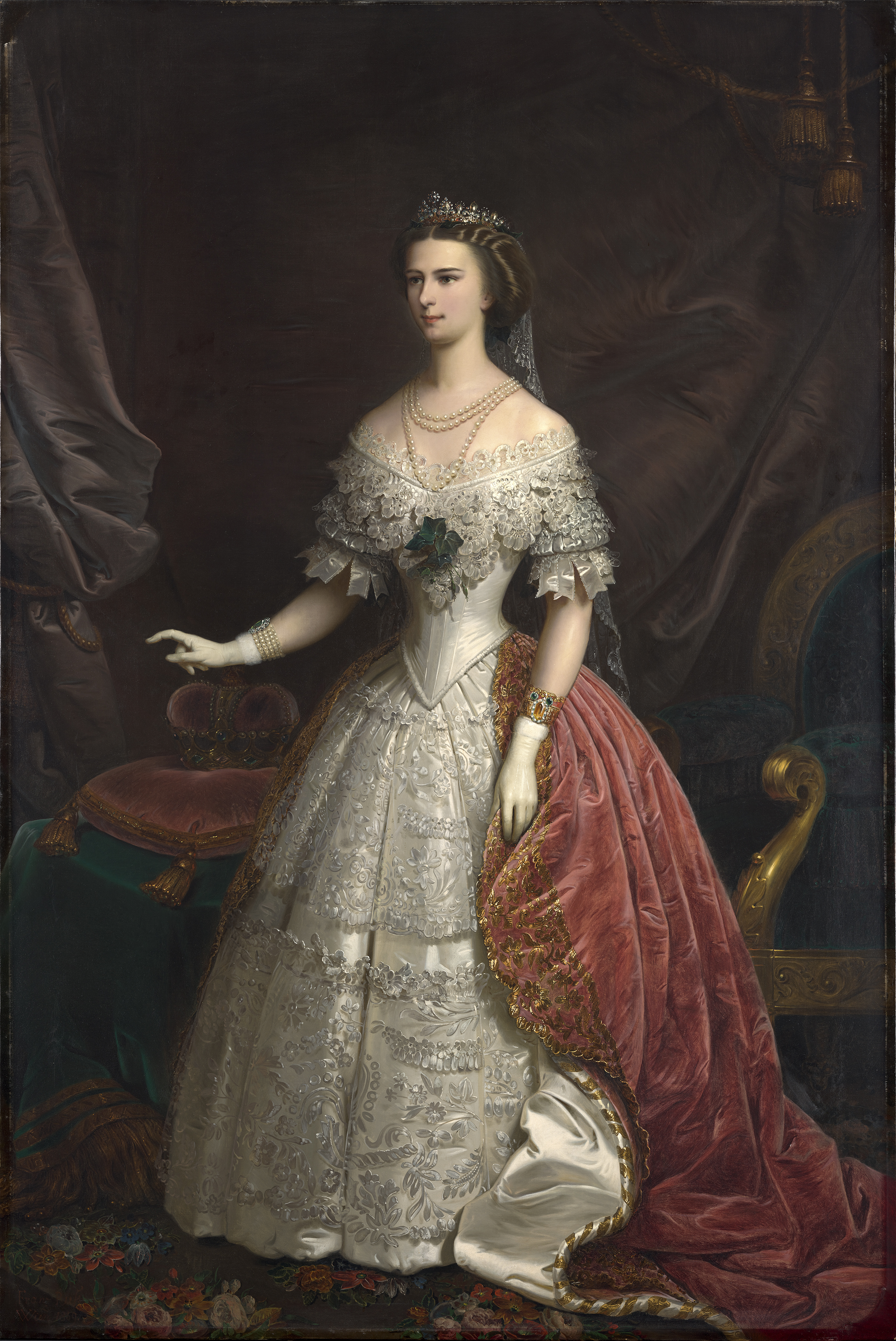
Kaiserin Elisabeth liebte Veilchen und das Veilcheneis
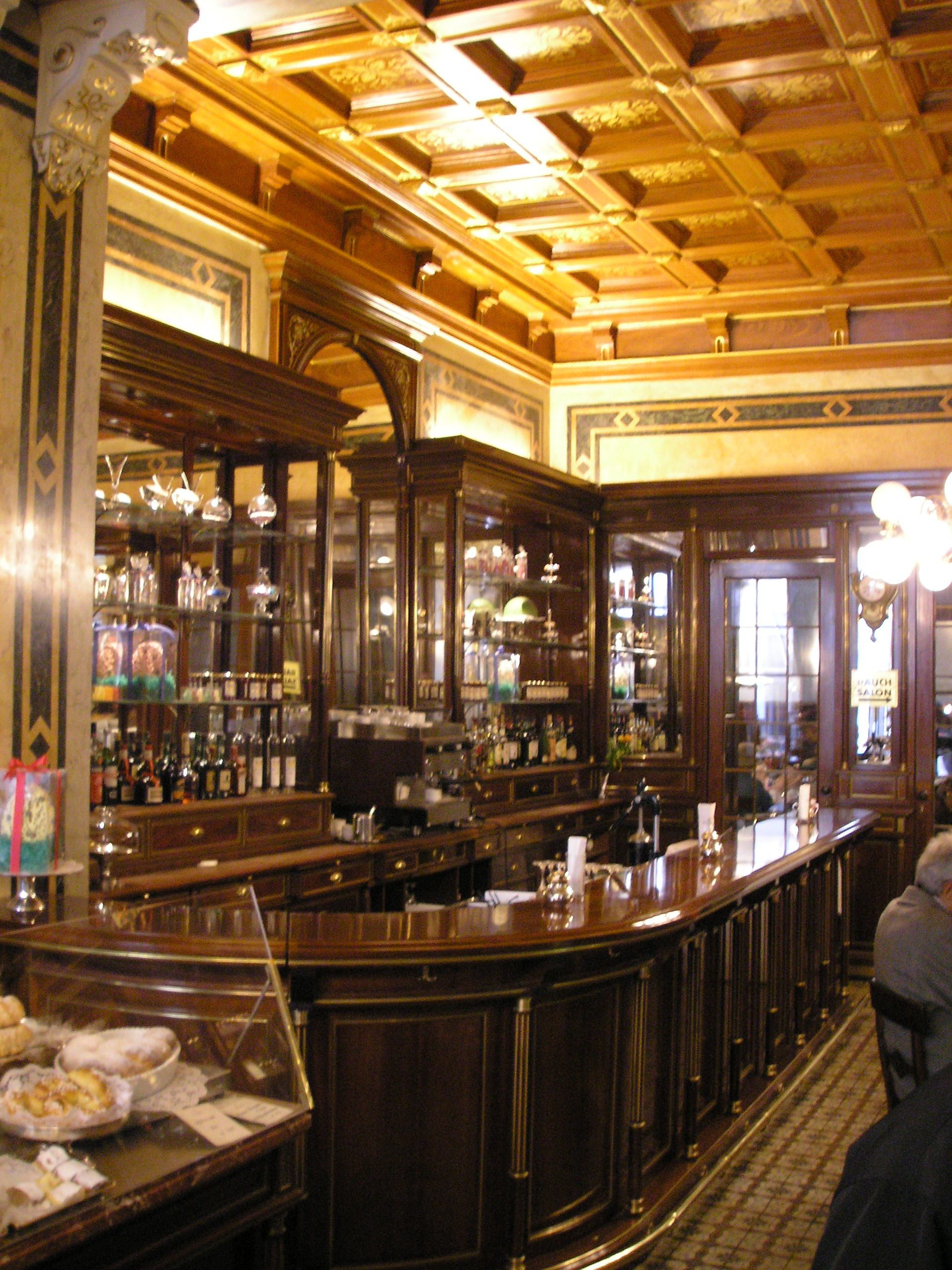
Das Interieur der k.u.k. Hofzuckerbäckerei Demel in Wien
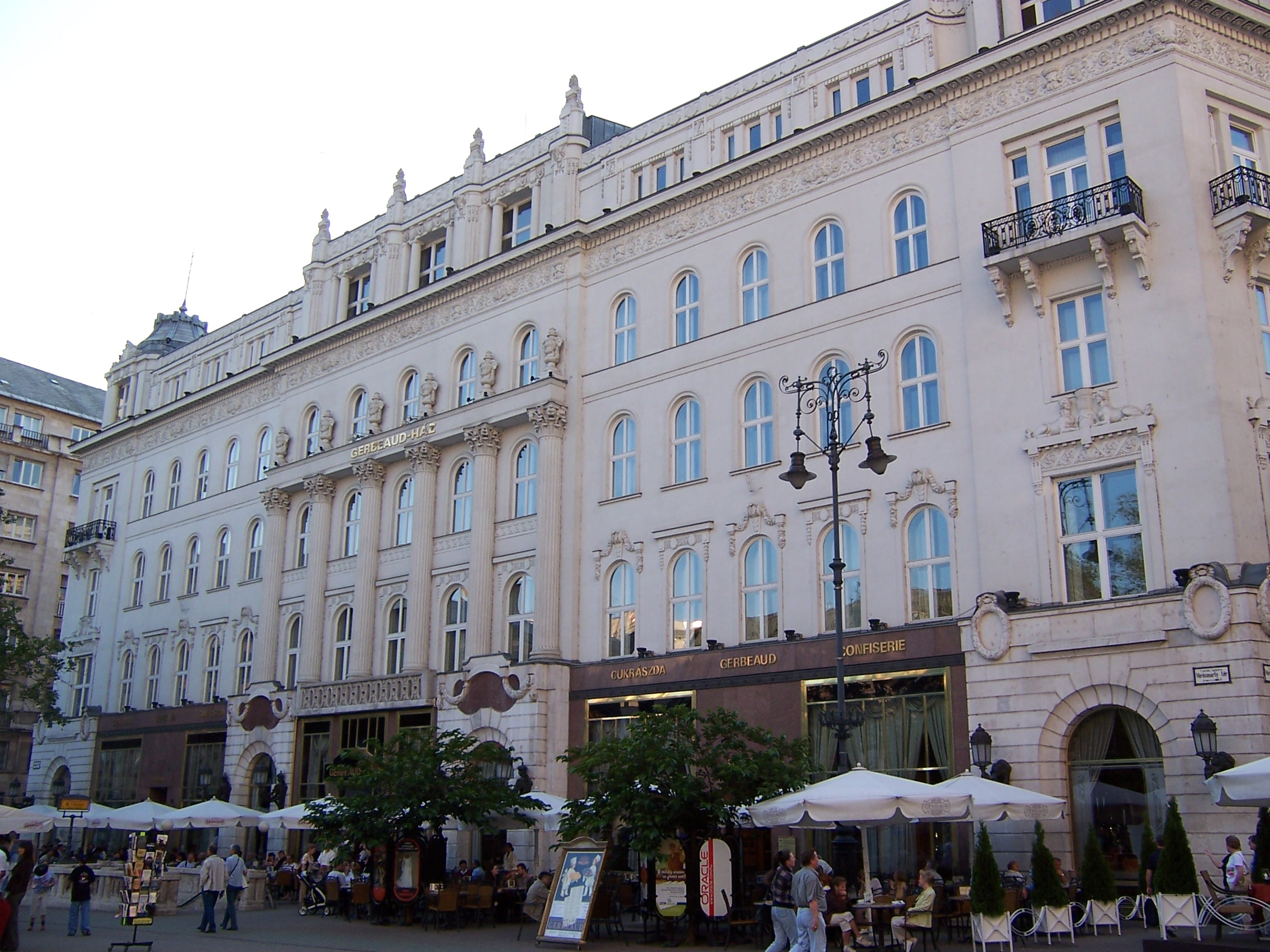
Café Gerbeaud in Budapest

## Trivia
Eine Verkostung von Veilcheneis ist Teil einiger Wiener Stadtführungen.
Gefrorenes erfreute sich im 19. Jahrhundert großer Beliebtheit. Moritz Gottlieb Saphir schrieb in einem Gedicht, das sich auf das Kaffeehaus Schreiner in Baden bei Wien bezog:
Von drei bis vier da fehlet keiner,
ein Bündnis ist es ein geschworenes,
Sie sitzen alle da bei Schreiner,
und rauchen ein Gefrorenes.
Im 3sat wurde im Juli 2009 ein Dokumentarfilm mt dem Titel Die große Lust – Eine kulinarische Zeitreise ausgestrahlt, in dem auch von Sisis Veilcheneis berichtet wurde.

## Zubereitung nach Demel
Der ausgepresste Saft von Veilchen wird mit Zucker vermischt und – wie bei der Herstellung von Zuckerwatte – zum „Spinnen“ gebracht, d. h. bis zu seinem Fließpunkt von 150 °C erhitzt. Danach wird die Masse leicht abgekühlt und bei lauwarmer Temperatur in einer Schüssel gerührt und dabei weiter abgekühlt. Für diese Prozedur verwendet man einen Holzstiel, der am unteren Ende zu einer Kugel ausgeformt ist. Das Sorbet wird mit Champagner oder Likör aromatisiert.